# Georges Desgraves
Pour les articles homonymes, voir Desgraves.
 (mai 2025).
Georges Desgraves est un homme politique français né le 3 novembre 1751 à Saint-Georges-d'Oléron et mort le 4 mars 1834 à Paris.

## Biographie
Négociant à Saint-Pierre-d'Oléron, il est élu suppléant à l'Assemblée législative de 1791 mais ne siège pas. Il est de nouveau élu suppléant à la Convention et siège à partir du 5 floréal an III. Il passe le 23 vendémiaire an IV au Conseil des Anciens. Favorable au coup d'État du 18 Brumaire, il attend pourtant 1809 avant d'entrer au Corps législatif et y reste jusqu'en 1815.

## Sources
- « Georges Desgraves », dans Adolphe Robert et Gaston Cougny, Dictionnaire des parlementaires français, Edgar Bourloton, 1889-1891 [détail de l’édition]